# 好聲好戲
《好聲好戲》（英語：Dub of War）是香港電視廣播有限公司製作的選秀、真人秀節目，第一季由阮兆祥、賴慰玲擔任主持，為《超級綜藝 隆重登場》節目之一 。第二季由阮兆祥、馮盈盈擔任主持。

## 賽制
- 將十二位參賽藝員，分成三組比賽，再從每組選出一人出線，總共三位藝員晉身終極較量，爭奪「好聲好戲傑出聲演總冠軍」。

## 環節

### 初賽
- 先聲奪人 (第1、2季)
  - 參賽者自選片段，出場前於黑房內獨自聲演；此環節不計分。
- 自選聲演 (第1、2季)
  - 參賽者自選片段，於主席評判及專業評審前現場聲演。
- 行行好聲 (第1季)
  - 模仿民間各行各業的說話方式，二人一組；熱身賽不計分。
- 技巧聲演 (第2季)
  - 挑戰特定用聲技巧，二人一組。賽後有配音員示範。
- 拍檔聲演 (第1、2季)
  - 由大會為參賽者挑選聲演片段，參賽者須自行邀請藝人一同進行現場聲演。
- 聲演交流 (第1、2季)
  - 由專業評判聲演參賽者曾演出之劇集角色。[註 1]

### 決賽
- 專業拍檔聲演 
  - 由大會挑選聲演片段，參賽者要挑戰偏離他們真實年齡的成熟角色，參賽者須聯同專業配音員一同進行現場聲演。
- 三強混戰 
  - 三位參賽者同場聲演香港粵語片當中的三個角色。
    -   第1季：1957年《雷雨》
    -   第2季：1964年《如來神掌》

## 藝員及配音員

### 第一季

#### 主席評判
- 常駐：汪明荃
- 第一組：劉江[5]、陳欣[6]
- 第二組：李家鼎、張炳強[7]
- 第三組：韓瑪利、陳永信
- 決賽：王祖藍、丁羽[8]

#### 導師
- 龍天生、黃鳳英

#### 專業評判
- 第一組：黃啟昌、劉惠雲、袁淑珍[7]、何璐怡
- 第二組：梁偉德[7]、曾秀清、黃昕瑜[9]、曹啟謙
- 第三組：雷碧娜[9]、葉振聲、魏惠文、鄭麗麗
- 決賽：陸惠玲[9]、曹啟謙、何璐怡、鄭麗麗

#### 參賽者
- 第一組：何廣沛、馮盈盈、易宇航、陳安瑩
- 第二組：黃翠如、張振朗、謝嘉怡、鄧智堅
- 第三組：洪永城、陳自瑤、楊潮凱、羅毓儀
- 决赛：馮盈盈、張振朗、陳自瑤

#### 星級旁聽生
- 第一組：譚嘉儀、劉佩玥
- 第二組：黃庭鋒、朱敏瀚
- 第三組：林夏薇、郭子豪
- 決賽：姚子羚、黃祥興、劉佩玥、黃庭鋒

### 第二季

#### 主席評判
- 常駐：汪明荃
- 第一組：潘嘉德、林國雄
- 第二組：文偉鴻、梁少霞
- 第三組：梅小青、潘文柏
- 决赛：陈德森、盧國權

#### 導師
- 龍天生、黃鳳英

#### 專業評判
- 第一組：曹啟謙、陸惠玲、李凱傑、張頌欣
- 第二組：翟耀輝、蕭徽勇、曾秀清、陳皓宜
- 第三組：李致林、李鎮然、黃啟昌、凌晞
- 决赛：陸惠玲、李凱傑、翟耀輝、張頌欣

#### 參賽者
- 第一組：袁偉豪、蘇韻姿、戴耀明、姜麗文
- 第二組：黃智賢、黃嘉樂、樊奕敏、吳幸美
- 第三組：李佳芯、陸浩明、袁文傑、黃俊豪
- 決賽：蘇韻姿、樊奕敏、袁文傑

#### 星級旁聽生
- 第一組：宋宛穎、楊潮凱
- 第二組：陳浚霆、謝東閔
- 第三組：滕麗名、黃美琪
- 决赛：JW王灝兒、陳自瑤

## 每集內容

### 第一季
| 集數 | 播映日期 | 分組   | 主題         | 參賽者                                                                      | 內容 | 評判 |
| 01   | 5月3日   | 第一組 | 先聲奪人     | 過期鮮肉 : 何廣沛 爆Show女王 : 馮盈盈 國際級藝人 : 易宇航 傻界始祖 : 陳安瑩 | 何廣沛：《平安谷之詭谷傳說》 - 陸金谷 馮盈盈：《宮心計》 - 劉三好（童年） 易宇航：《洛神》 - 曹植 陳安瑩：《神鵰俠侶》 - 楊過（童年）、孫婆婆、小龍女 | 主席評判：劉江、汪明荃、陳欣 專業評判：袁淑珍、黃啟昌、劉惠雲、何璐怡 星級旁聽生：譚嘉儀、劉佩玥                   |
| 02   | 5月4日   | 第一組 | 自選聲演     | 過期鮮肉 : 何廣沛 爆Show女王 : 馮盈盈 國際級藝人 : 易宇航 傻界始祖 : 陳安瑩 | 第一回合（黃啟昌簡介賽制） 何廣沛：《義不容情》 - 丁有康 馮盈盈：《鬼同你OT》 - 孫淑梅 易宇航：《流氓大亨》 - 方謹昌 陳安瑩：《使徒行者》 - 丁小嘉 | 主席評判：劉江、汪明荃、陳欣 專業評判：袁淑珍、黃啟昌、劉惠雲、何璐怡 星級旁聽生：譚嘉儀、劉佩玥                   |
| 03   | 5月5日   | 第一組 | 行行好聲     | 過期鮮肉 : 何廣沛 爆Show女王 : 馮盈盈 國際級藝人 : 易宇航 傻界始祖 : 陳安瑩 | 第二回合（袁淑珍簡介賽制） 熱身賽：五金舖極速落單本領 由物業美容顧問，宅SIR示範 （參賽者：馮盈盈、易宇航） 正式賽一：粵劇《二郎神》演繹 由劇壇霸主，鄭宇亨示範 （參賽者：馮盈盈、易宇航） 正式賽二：賽馬現場實況演繹 由旗開得勝評論學家，文東示範 （參賽者：陳安瑩、何廣沛）                                 | 主席評判：劉江、汪明荃、陳欣 專業評判：袁淑珍、黃啟昌、劉惠雲、何璐怡 星級旁聽生：譚嘉儀、劉佩玥                   |
| 04   | 5月6日   | 第一組 | 導師特訓     | 過期鮮肉 : 何廣沛 爆Show女王 : 馮盈盈 國際級藝人 : 易宇航 傻界始祖 : 陳安瑩 | 龍天生組：易宇航、陳安瑩 黃鳳英組：馮盈盈、何廣沛 | 主席評判：劉江、汪明荃、陳欣 專業評判：袁淑珍、黃啟昌、劉惠雲、何璐怡 星級旁聽生：譚嘉儀、劉佩玥                   |
| 05   | 5月7日   | 第一組 | 拍檔聲演     | 過期鮮肉 : 何廣沛 爆Show女王 : 馮盈盈 國際級藝人 : 易宇航 傻界始祖 : 陳安瑩 | 第三回合（劉惠雲、何璐怡簡介賽制） 馮盈盈、江美儀： 《我的野蠻奶奶》 - 田力、喜塔臘·鑠蘭 易宇航、譚嘉儀： 《洪武三十二》 - 朱棣、沈千三 何廣沛、方紹聰： 《巾幗梟雄之義海豪情》 - 劉醒、梁非凡 陳安瑩、黃啟昌： 《迷》 - 計穎妍、林家榮                                                                      | 主席評判：劉江、汪明荃、陳欣 專業評判：袁淑珍、黃啟昌、劉惠雲、何璐怡 星級旁聽生：譚嘉儀、劉佩玥                   |
| 06   | 5月10日  | 第一組 | 聲演交流     | 過期鮮肉 : 何廣沛 爆Show女王 : 馮盈盈 國際級藝人 : 易宇航 傻界始祖 : 陳安瑩 | 專業評判示範： 何璐怡：《射鵰英雄傳之華山論劍》 - 傻姑 黃啟昌：《降魔的2.0》 - 比利 劉惠雲：《反黑路人甲》 - 顧欣頤 袁淑珍：《超時空男臣》 - 李進忠 「殿堂聲演」大獎：張炳強 第一組出線者：馮盈盈 | 主席評判：劉江、汪明荃、陳欣 專業評判：袁淑珍、黃啟昌、劉惠雲、何璐怡 星級旁聽生：譚嘉儀、劉佩玥                   |
| 07   | 5月11日  | 第二組 | 先聲奪人     | 大廚人妻 : 黃翠如 配音路人甲 : 張振朗 香港代表 : 謝嘉怡 編導演鬼才 : 鄧智堅 | 鄧智堅：《成語動畫廊之覆水難收》 - 熊貓博士、YY、朱買臣 黃翠如：《來自喵喵星的妳》 - 藍蒂莎 謝嘉怡：《溏心風暴》 - 凌巧 張振朗：《大帥哥》 - 狄奇 | 主席評判：李家鼎、汪明荃、張炳強 專業評判：梁偉德、曾秀清、曹啟謙、黃昕瑜 星級旁聽生：朱敏瀚、黃庭鋒               |
| 08   | 5月12日  | 第二組 | 自選聲演     | 大廚人妻 : 黃翠如 配音路人甲 : 張振朗 香港代表 : 謝嘉怡 編導演鬼才 : 鄧智堅 | 第一回合（梁偉德簡介賽制） 謝嘉怡：《公主嫁到》- 昭陽公主 黃翠如：《皆大歡喜》- 紗紗郡主 鄧智堅：《大時代》- 方進新 | 主席評判：李家鼎、汪明荃、張炳強 專業評判：梁偉德、曾秀清、曹啟謙、黃昕瑜 星級旁聽生：朱敏瀚、黃庭鋒               |
| 09   | 5月13日  | 第二組 | 行行好聲     | 大廚人妻 : 黃翠如 配音路人甲 : 張振朗 香港代表 : 謝嘉怡 編導演鬼才 : 鄧智堅 | 張振朗：《大時代》- 方展博 第二回合（黃昕瑜簡介賽制） 熱身賽：快而準的說話技巧 由創富稿神，蔡康年示範免責聲明 （參賽者：鄧智堅、張振朗） 正式賽一：足球現場評述 由電波中年，阿占(鄺家銘)示範 （參賽者：張振朗、黃翠如） 正式賽二：打小人現場實況 由鵝頸橋KOL，趙姑(趙燕笑)示範 （參賽者：鄧智堅、謝嘉怡）    | 主席評判：李家鼎、汪明荃、張炳強 專業評判：梁偉德、曾秀清、曹啟謙、黃昕瑜 星級旁聽生：朱敏瀚、黃庭鋒               |
| 10   | 5月14日  | 第二組 | 導師特訓     | 大廚人妻 : 黃翠如 配音路人甲 : 張振朗 香港代表 : 謝嘉怡 編導演鬼才 : 鄧智堅 | 龍天生組：謝嘉怡、張振朗 黃鳳英組：黃翠如、鄧智堅 | 主席評判：李家鼎、汪明荃、張炳強 專業評判：梁偉德、曾秀清、曹啟謙、黃昕瑜 星級旁聽生：朱敏瀚、黃庭鋒               |
| 11   | 5月17日  | 第二組 | 拍檔聲演     | 大廚人妻 : 黃翠如 配音路人甲 : 張振朗 香港代表 : 謝嘉怡 編導演鬼才 : 鄧智堅 | 第三回合 （曾秀清、曹啟謙簡介賽制） 黃翠如、林盛斌：《巨人》- 李秀慧、樂言 謝嘉怡、麥大力：《倚天屠龍記》- 趙敏、張無忌 張振朗、蔡思貝：《天地豪情》- 甘量宏、程嘉鳴 鄧智堅、戴祖儀：《巨輪II》- 高天鷲、高伊娜                                                                                              | 主席評判：李家鼎、汪明荃、張炳強 專業評判：梁偉德、曾秀清、曹啟謙、黃昕瑜 星級旁聽生：朱敏瀚、黃庭鋒               |
| 12   | 5月18日  | 第二組 | 聲演交流     | 大廚人妻 : 黃翠如 配音路人甲 : 張振朗 香港代表 : 謝嘉怡 編導演鬼才 : 鄧智堅 | 專業評判示範： 梁偉德：《使徒行者2》- 曾石 曾秀清：《倚天屠龍記》- 趙敏 黃昕瑜：《幕後玩家》- 顧成雙 曹啟謙：《踩過界II》- 谷一夏 「殿堂聲演」大獎：盧雄 第二組出線者：張振朗 | 主席評判：李家鼎、汪明荃、張炳強 專業評判：梁偉德、曾秀清、曹啟謙、黃昕瑜 星級旁聽生：朱敏瀚、黃庭鋒               |
| 13   | 5月19日  | 第三組 | 先聲奪人     | 電視城阿爺：洪永城 凍齡女神：陳自瑤 愛妻導演：楊潮凱 新晉小花：羅毓儀       | 陳自瑤：《逐個捉》-夏琳琳 羅毓儀：《櫻桃小丸子》第802話〈小丸子和媽媽一起逛百貨公司〉-櫻桃子、櫻杏子、櫻菫 洪永城：《難兄難弟》-李奇 楊潮凱：《樂壇插班生》-盧志才 | 主席評判：韓瑪利、汪明荃、陳永信 專業評判：鄭麗麗、雷碧娜、葉振聲、魏惠文 星級旁聽生：林夏薇、郭子豪               |
| 14   | 5月20日  | 第三組 | 自選聲演     | 電視城阿爺：洪永城 凍齡女神：陳自瑤 愛妻導演：楊潮凱 新晉小花：羅毓儀       | 第一回合（鄭麗麗簡介賽制） 洪永城：《大時代》 -丁蟹 陳自瑤：《流氓皇帝》 -尤如絲 羅毓儀：《溏心風暴3》 - 楊馮美美 | 主席評判：韓瑪利、汪明荃、陳永信 專業評判：鄭麗麗、雷碧娜、葉振聲、魏惠文 星級旁聽生：林夏薇、郭子豪               |
| 15   | 5月21日  | 第三組 | 行行好聲     | 電視城阿爺：洪永城 凍齡女神：陳自瑤 愛妻導演：楊潮凱 新晉小花：羅毓儀       | 楊潮凱：《阿旺新傳》 -丁常旺 第二回合（雷碧娜簡介賽制） 正式賽一：即場饒舌 由舌戰高手，KT(唐嘉麟)示範 （參賽者：洪永城、楊潮凱） 正式賽二：主持婚禮儀式 由幸福傳遞專員，芳姐(歐惠芳)示範 （參賽者：陳自瑤、羅毓儀）                                                                                          | 主席評判：韓瑪利、汪明荃、陳永信 專業評判：鄭麗麗、雷碧娜、葉振聲、魏惠文 星級旁聽生：林夏薇、郭子豪               |
| 16   | 5月24日  | 第三組 | 導師特訓     | 電視城阿爺：洪永城 凍齡女神：陳自瑤 愛妻導演：楊潮凱 新晉小花：羅毓儀       | 龍天生組：楊潮凱、羅毓儀 黃鳳英組：洪永城、陳自瑤 第三回合（葉振聲、魏惠文簡介賽制） 楊潮凱、孫慧雪：《天地豪情》- 甘量宏、孫樺 | 主席評判：韓瑪利、汪明荃、陳永信 專業評判：鄭麗麗、雷碧娜、葉振聲、魏惠文 星級旁聽生：林夏薇、郭子豪               |
| 17   | 5月25日  | 第三組 | 拍檔聲演     | 電視城阿爺：洪永城 凍齡女神：陳自瑤 愛妻導演：楊潮凱 新晉小花：羅毓儀       | 洪永城、林夏薇：《西遊記之大聖歸來》- 孫悟空、江流兒 陳自瑤、張頴康：《他來自江湖》-司徒佩芝、何鑫淼 羅毓儀、李紹堅：《缺宅男女》 - 關嘉樂、丁冠峰 專業評判示範： 葉振聲：《張保仔》 - 張保仔 | 主席評判：韓瑪利、汪明荃、陳永信 專業評判：鄭麗麗、雷碧娜、葉振聲、魏惠文 星級旁聽生：林夏薇、郭子豪               |
| 18   | 5月26日  | 第三組 | 聲演交流     | 電視城阿爺：洪永城 凍齡女神：陳自瑤 愛妻導演：楊潮凱 新晉小花：羅毓儀       | 雷碧娜：《公公出宮》 - 雲大芝 鄭麗麗：《愛·回家之開心速遞》 - 路小小 魏惠文：《鐵探》 - 江正龍 「殿堂聲演」大獎：丁羽 第三組出線者：陳自瑤 | 主席評判：韓瑪利、汪明荃、陳永信 專業評判：鄭麗麗、雷碧娜、葉振聲、魏惠文 星級旁聽生：林夏薇、郭子豪               |
| 19   | 5月27日  | 決賽   | 專業拍檔聲演 | 爆Show女王 : 馮盈盈 配音路人甲：張振朗 凍齡女神：陳自瑤                     | 第一回合（陸惠玲簡介賽制） 馮盈盈、陸惠玲：《巴不得媽媽》 - 翟商映虹、莊問璽 張振朗、曹啟謙：《鐵馬尋橋》 - 榮德、顧汝章 陳自瑤、何璐怡：《溏心風暴之家好月圓》 - 殷紅、素心 | 主席評判：王祖藍、汪明荃、丁羽 專業評判：陸惠玲、曹啟謙、何璐怡、鄭麗麗 星級旁聽生：姚子羚、黃祥興、劉佩玥、黃庭鋒 |
| 20   | 5月28日  | 決賽   | 三強混戰     | 爆Show女王 : 馮盈盈 配音路人甲：張振朗 凍齡女神：陳自瑤                     | 旁聽生表演 姚子羚：《金枝慾孽》 - 鈕祜祿·如玥 黃祥興：《楚漢驕雄》 - 劉邦 劉佩玥、黃庭鋒：《童心》 - 波仔、火水叔 第二回合 《雷雨》(1957) 馮盈盈：魯四鳳（梅綺飾） 張振朗：周萍（張瑛飾） 陳自瑤：魯侍萍（白燕飾） 導師示範： 龍天生、黃鳳英：《怒劍嘯狂沙》 - 洪天佑、阮素竹 好聲好戲傑出聲演總冠軍：陳自瑤 | 主席評判：王祖藍、汪明荃、丁羽 專業評判：陸惠玲、曹啟謙、何璐怡、鄭麗麗 星級旁聽生：姚子羚、黃祥興、劉佩玥、黃庭鋒 |

### 第二季
| 集數 | 播映日期 | 分組   | 主題     | 參賽者                                                                  | 內容 | 評判                                                                                                   |
| 01   | 8月29日  | 第一組 | 先聲奪人 | 乖女學霸 : 蘇韻姿 實力蛇迷 : 戴耀明 語言奇才 : 姜麗文 過氣校草 : 袁偉豪 | 蘇韻姿：《星空下的仁醫》 - 高舜宏 戴耀明：《賭城群英會》 - 莊坦承 姜麗文：《射鵰英雄傳》 - 黃蓉 袁偉豪：《Keroro軍曹》 - Keroro軍曹、 Tamama | 主席評判：潘嘉德、汪明荃、林國雄 專業評判：曹啟謙、陸惠玲、李凱傑、張頌欣 星級旁聽生：宋宛穎、楊潮凱   |
| 02   | 8月30日  | 第一組 | 自選聲演 | 乖女學霸 : 蘇韻姿 實力蛇迷 : 戴耀明 語言奇才 : 姜麗文 過氣校草 : 袁偉豪 | 第一回合（曹啟謙、陸惠玲 簡介賽制） 蘇韻姿：《宮心計》 - 姚金鈴 戴耀明：《巾幗梟雄》 - 柴九 姜麗文：《銀樓金粉》 - 尚可怡 袁偉豪：《大時代》 - 丁蟹 | 主席評判：潘嘉德、汪明荃、林國雄 專業評判：曹啟謙、陸惠玲、李凱傑、張頌欣 星級旁聽生：宋宛穎、楊潮凱   |
| 02   | 8月30日  | 第一組 | 技巧聲演 | 乖女學霸 : 蘇韻姿 實力蛇迷 : 戴耀明 語言奇才 : 姜麗文 過氣校草 : 袁偉豪 | 第二回合（李凱傑、張頌欣 簡介賽制） 賽一：吃飯情節 《老友鬼鬼》- 林劍郎／齊亮聲 （參賽者：戴耀明、袁偉豪）；李凱傑賽後示範 賽二：哨牙角色 《奸人堅》- 凌玉翠 （參賽者：蘇韻姿、姜麗文）；張頌欣賽後示範 | 主席評判：潘嘉德、汪明荃、林國雄 專業評判：曹啟謙、陸惠玲、李凱傑、張頌欣 星級旁聽生：宋宛穎、楊潮凱   |
| 03   | 8月31日  | 第一組 | 導師特訓 | 乖女學霸 : 蘇韻姿 實力蛇迷 : 戴耀明 語言奇才 : 姜麗文 過氣校草 : 袁偉豪 | 黃鳳英組：蘇韻姿、袁偉豪 龍天生組：姜麗文、戴耀明 | 主席評判：潘嘉德、汪明荃、林國雄 專業評判：曹啟謙、陸惠玲、李凱傑、張頌欣 星級旁聽生：宋宛穎、楊潮凱   |
| 03   | 8月31日  | 第一組 | 拍檔聲演 | 乖女學霸 : 蘇韻姿 實力蛇迷 : 戴耀明 語言奇才 : 姜麗文 過氣校草 : 袁偉豪 | 第三回合（陸惠玲、李凱傑、曹啟謙、張頌欣 簡介賽制） 林國雄、曹啟謙 賽前示範《大時代》- 葉天、方展博 蘇韻姿、阮政峰：《王老虎搶親》- 武三娘、王老虎 姜麗文、張曦雯：《龍兄鼠弟》- 林凱棉、孫皓皓 戴耀明、何依婷：《西關大少》- 周天賜、何雙喜 袁偉豪、葉泓聲：《創世紀》- 許文彪、葉榮添 | 主席評判：潘嘉德、汪明荃、林國雄 專業評判：曹啟謙、陸惠玲、李凱傑、張頌欣 星級旁聽生：宋宛穎、楊潮凱   |
| 04   | 9月5日   | 第一組 | 聲演交流 | 乖女學霸 : 蘇韻姿 實力蛇迷 : 戴耀明 語言奇才 : 姜麗文 過氣校草 : 袁偉豪 | 專業評判示範： 曹啟謙：《巾幗梟雄之義海豪情》- 向山達也 張頌欣：《愛·回家之開心速遞》- 熊心如 陸惠玲：《星空下的仁醫》- 羅麗娜 李凱傑：《鐵探》- 尚垶 第一組出線者：蘇韻姿 | 主席評判：潘嘉德、汪明荃、林國雄 專業評判：曹啟謙、陸惠玲、李凱傑、張頌欣 星級旁聽生：宋宛穎、楊潮凱   |
| 05   | 9月6日   | 第二組 | 先聲奪人 | 減肥專家：樊奕敏 型男準人夫：黃嘉樂 正義女神：吳幸美 零緋聞暖男：黃智賢 | 樊奕敏：《成語動畫廊之沉魚落雁》- 魚 黃嘉樂：《家變》 - 洛華 吳幸美：《棟篤神探》 - 李慧慧 黃智賢：《難兄難弟之神探李奇》 - 李奇 | 主席評判：文偉鴻、汪明荃、梁少霞 專業評判：翟耀輝、蕭徽勇、曾秀清、陳皓宜 星級旁聽生：陳浚霆、謝東閔   |
| 06   | 9月7日   | 第二組 | 自選聲演 | 減肥專家：樊奕敏 型男準人夫：黃嘉樂 正義女神：吳幸美 零緋聞暖男：黃智賢 | 第一回合（曾秀清簡介賽制） 樊奕敏：《山水有相逢》 - 梅妹 黃嘉樂：《他來自江湖》- 何鑫淼 吳幸美：《智能愛人》- 阿寶 黃智賢：《律政強人》- 劉謹昌 | 主席評判：文偉鴻、汪明荃、梁少霞 專業評判：翟耀輝、蕭徽勇、曾秀清、陳皓宜 星級旁聽生：陳浚霆、謝東閔   |
| 06   | 9月7日   | 第二組 | 技巧聲演 | 減肥專家：樊奕敏 型男準人夫：黃嘉樂 正義女神：吳幸美 零緋聞暖男：黃智賢 | 第二回合（翟耀輝 簡介賽制） 賽一：中槍情節 《上海灘》- 許文強 （參賽者：黃智賢、黃嘉樂）；翟耀輝賽後示範 賽二：生仔情節 《那些我愛過的人》- 方樂汶 （參賽者：樊奕敏、吳幸美）；陳皓宜賽後示範 | 主席評判：文偉鴻、汪明荃、梁少霞 專業評判：翟耀輝、蕭徽勇、曾秀清、陳皓宜 星級旁聽生：陳浚霆、謝東閔   |
| 07   | 9月12日  | 第二組 | 導師特訓 | 減肥專家：樊奕敏 型男準人夫：黃嘉樂 正義女神：吳幸美 零緋聞暖男：黃智賢 | 黃鳳英組：吳幸美、黃嘉樂 龍天生組：樊奕敏、黃智賢 | 主席評判：文偉鴻、汪明荃、梁少霞 專業評判：翟耀輝、蕭徽勇、曾秀清、陳皓宜 星級旁聽生：陳浚霆、謝東閔   |
| 07   | 9月12日  | 第二組 | 拍檔聲演 | 減肥專家：樊奕敏 型男準人夫：黃嘉樂 正義女神：吳幸美 零緋聞暖男：黃智賢 | 第三回合（蕭徽勇、陳皓宜 簡介賽制） 曾秀清、梁少霞 賽前示範《不懂撒嬌的女人》- 凌敏、凌禹勤 樊奕敏、鄭子誠：《花花世界花家姐》- 花麗珠、蔣奕 黃嘉樂、許家傑：《只因我們天生一對》- Tine、Sarawat 吳幸美、林溥來：《踩過界II》- 趙正妹、谷一夏 黃智賢、蔣祖曼：《My盛Lady》- 香廣男、盛花蕾 | 主席評判：文偉鴻、汪明荃、梁少霞 專業評判：翟耀輝、蕭徽勇、曾秀清、陳皓宜 星級旁聽生：陳浚霆、謝東閔   |
| 08   | 9月13日  | 第二組 | 聲演交流 | 減肥專家：樊奕敏 型男準人夫：黃嘉樂 正義女神：吳幸美 零緋聞暖男：黃智賢 | 專業評判示範： 曾秀清：《他來自天堂》- 余慈恩 蕭徽勇：《十二傳說》- 歐陽健 陳皓宜：《愛·回家之開心速遞》- 吳幸美 翟耀輝：《潛行狙擊》- 鄧國彬 第二組出線者：樊奕敏 | 主席評判：文偉鴻、汪明荃、梁少霞 專業評判：翟耀輝、蕭徽勇、曾秀清、陳皓宜 星級旁聽生：陳浚霆、謝東閔   |
| 09   | 9月14日  | 第三組 | 先聲奪人 | 經典表哥：袁文傑 新晉作家：李佳芯 爆肌猛男：黃俊豪 搞笑幫廚：陸浩明     | 袁文傑：《奸人堅》 - 何其堅 李佳芯：《櫻桃小丸子》 - 櫻桃子、櫻杏子 黃俊豪：《誓不低頭》 - 曹珠 陸浩明：《大帥哥》 - 狄奇 | 主席評判：梅小青、汪明荃、潘文柏 專業評判：李致林、李鎮然、黃啟昌、凌晞 星級旁聽生：滕麗名、黃美琪     |
| 10   | 9月19日  | 第三組 | 自選聲演 | 經典表哥：袁文傑 新晉作家：李佳芯 爆肌猛男：黃俊豪 搞笑幫廚：陸浩明     | 第一回合（ 李致林、凌晞簡介賽制） 袁文傑：《新紮師兄》 - 張偉杰 李佳芯：《執到寶》 - 阿琴 黃俊豪：《溏心風暴之家好月圓》- 年子勇 陸浩明：《溏心風暴》- 凌波 | 主席評判：梅小青、汪明荃、潘文柏 專業評判：李致林、李鎮然、黃啟昌、凌晞 星級旁聽生：滕麗名、黃美琪     |
| 10   | 9月19日  | 第三組 | 技巧聲演 | 經典表哥：袁文傑 新晉作家：李佳芯 爆肌猛男：黃俊豪 搞笑幫廚：陸浩明     | 第二回合（黃啟昌、李鎮然 簡介賽制） 賽一：打戲較量《鹿鼎記》 - 康熙、韋小寶（參賽者：黃俊豪、陸浩明）；黃啟昌、李鎮然賽後示範 賽二：《鐵拳英雄》丁細鳳、George Millen（參賽者：李佳芯、袁文傑）；凌晞、李致林賽後示範 | 主席評判：梅小青、汪明荃、潘文柏 專業評判：李致林、李鎮然、黃啟昌、凌晞 星級旁聽生：滕麗名、黃美琪     |
| 11   | 9月20日  | 第三組 | 導師特訓 | 經典表哥：袁文傑 新晉作家：李佳芯 爆肌猛男：黃俊豪 搞笑幫廚：陸浩明     | 黃鳳英組： 李佳芯、陸浩明 龍天生組：黃俊豪、袁文傑 | 主席評判：梅小青、汪明荃、潘文柏 專業評判：李致林、李鎮然、黃啟昌、凌晞 星級旁聽生：滕麗名、黃美琪     |
| 11   | 9月20日  | 第三組 | 拍檔聲演 | 經典表哥：袁文傑 新晉作家：李佳芯 爆肌猛男：黃俊豪 搞笑幫廚：陸浩明     | 第三回合（黃啟昌、李致林 簡介賽制） 潘文柏、黃啟昌 賽前示範《造王者》- 董昭、余靖 袁文傑、滕麗名：《野蠻奶奶大戰戈師奶》- 畢平凡、戈碧 黃俊豪、陳庭欣：《公主嫁到》- 金多祿、昭陽公主 陸浩明、宋宛穎：《回到未嫁時》- 張浩然、楊八妹 李佳芯、黃庭鋒：《男親女愛》- 毛小慧、余樂天 | 主席評判：梅小青、汪明荃、潘文柏 專業評判：李致林、李鎮然、黃啟昌、凌晞 星級旁聽生：滕麗名、黃美琪     |
| 12   | 9月21日  | 第三組 | 聲演交流 | 經典表哥：袁文傑 新晉作家：李佳芯 爆肌猛男：黃俊豪 搞笑幫廚：陸浩明     | 專業評判示範： 李致林：《智能愛人》- 田浩 李鎮然：《我家無難事》- 張力行 凌晞：《殺手》- 錢向茜 黃啟昌：《大醬園》 -高兆榮 第三組出線者：袁文傑 | 主席評判：梅小青、汪明荃、潘文柏 專業評判：李致林、李鎮然、黃啟昌、凌晞 星級旁聽生：滕麗名、黃美琪     |
| 13   | 9月24日  | 決賽   | 升級聲戰 | 乖女學霸: 蘇韻姿 減肥專家：樊奕敏 經典表哥:袁文傑                       | 第一回合（張頌欣簡介賽制） 蘇韻姿、李凱傑：《義不容情》 - 葉秀雲、丁有康 袁文傑、翟耀輝：《誓不低頭》 - 陸國榮、謝文武 樊奕敏、陸惠玲：《不是冤家不聚頭》 - 心姐、宣成功 | 主席評判：陳德森、汪明荃、盧國權 專業評判：陸惠玲、李凱傑、翟耀輝、張頌欣 星級旁聽生：JW王灝兒、陳自瑤 |
| 13   | 9月24日  | 決賽   | 三強混戰 | 乖女學霸: 蘇韻姿 減肥專家：樊奕敏 經典表哥:袁文傑                       | 旁聽生表演：JW王灝兒、張頌欣：《金枝慾孽》 - 侯佳·玉瑩、董佳·爾淳 第二回合（李凱傑、陸惠玲、翟耀輝 簡介賽制） 《如來神掌怒碎萬劍門》 蘇韻姿：袁銅 袁文傑：龍劍飛 樊奕敏：裘玉華 導師示範： 龍天生、黃鳳英：《不是冤家不聚頭》 - 戚甜兒、詹旭和 技巧聲演：陳自瑤 評判聲演《逐個捉》 盧國權：莊志仁 陸惠玲：夏琳琳、倪金花 張頌欣：白芙蓉、孫露絲 李凱傑：戴馬素 翟耀輝：戴脊廣 好聲好戲傑出聲演總冠軍：樊奕敏 | 主席評判：陳德森、汪明荃、盧國權 專業評判：陸惠玲、李凱傑、翟耀輝、張頌欣 星級旁聽生：JW王灝兒、陳自瑤 |

## 收視
該節目平均跨平台收視點為18.5點，最高一集收視為20.9點。
| 集數                         | 播映日期         | 香港7天跨平台收視點（第一週）→香港電視直播收視（第四週起） | 澳門家中及家外直播收視點 | 備註 |
| ---------------------------- | ---------------- | ---------------------------------------------------------- | ------------------------ | ---- |
| 第一季 1-5                   | 2021年5月3-7日   | 19.4                                                       | 13.2                     |      |
| 第一季 6-10                  | 2021年5月10-14日 | 不適用                                                     |                          |      |
| 第一季 11-15                 | 2021年5月17-21日 | 不適用                                                     |                          |      |
| 第一季 16-20                 | 2021年5月24-28日 | 15.3                                                       |                          |      |
| 第一屆畢業作品《侏罗纪世界》 | 2021年6月6日     | 19.6                                                       |                          |      |

## 記事
- 2021年4月3日：舉行拜神暨錄影探班。
- 2021年4月19日：舉行錄影探班。
- 2021年5月1日：舉行記者會。
- 2021年6月2日：舉行謝師宴。王祖藍在宴上宣佈節目將會開拍第二季。[15]

## 衍生節目

### 第一屆畢業作品《侏羅紀世界》
好聲好戲的首屆畢業生聯同無綫電視粵語配音組一起為美國電影《侏羅紀世界》進行粵語配音，作為畢業作品，於2021年6月6日晚上8時35分至11時05分於翡翠台播映，在《開心大綜藝》時段內播出。

#### 畢業生
除了謝嘉怡和洪永城沒有參與本次畢業作品，其餘10位參賽者分別聲演了以下角色：
| 演員                 | 角色                           | 配音   |
| -------------------- | ------------------------------ | ------ |
| 布萊絲·達拉斯·霍華   | Claire 樂園營運主管            | 陳自瑤 |
| 泰·辛普金斯          | Gray Karen的小兒子；Zach的弟弟 | 陳安瑩 |
| 傑克·約翰森          | Lowery 樂園控制中心員工        | 張振朗 |
| 吉米·法伦            | 科學家 陀螺球觀覽車屏幕出現    | 張振朗 |
| 蘿倫·拉布庫斯        | Vivian 樂園控制中心員工        | 馮盈盈 |
| 歐馬·希              | Barry 樂園馴獸師               | 楊潮凱 |
| 凱蒂·麥克格雷斯      | Zara Claire的助手              | 黃翠如 |
| Courtney James Clark | 樂園表演(滄龍)解說員           | 黃翠如 |
| 艾薩克·凱斯          | 控制中心保安                   | 易宇航 |
| 不詳                 | 樂園廣播(創新中心)             | 何廣沛 |
| 不詳                 | 樂園廣播(兒童動物園區)         | 羅毓儀 |
| 不詳                 | 杜占 樂園投資者                | 鄧智堅 |

#### 配音組
| 演員              | 角色                                | 配音   |
| ----------------- | ----------------------------------- | ------ |
| 克里斯·普瑞特     | Owen 恐龍專家                       | 黃啟昌 |
| 尼克·羅賓森       | Zach Karen的大兒子；Gary的哥哥      | 曹啟謙 |
| 文森特·諾費奧     | 何先生 基因公司主管                 | 葉振聲 |
| 伊凡·卡漢         | 馬世民 企業總裁                     | 陳欣   |
| 黃榮亮            | Dr. Henry Wu 遺傳學家               | 翟耀輝 |
| 安迪·巴克利       | Scott Karen的丈夫；Zach和Gary的爸爸 | 翟耀輝 |
| 茱蒂·葛瑞兒       | Karen Scott的太太；Zach和Gary的媽媽 | 曾秀清 |
| 艾瑞克·埃德爾斯坦 | 圖牆監察區保安                      | 陳永信 |
| James DuMont      | 柯漢 樂園投資者                     | 陳永信 |
| Kelly Washington  | Zach的女友                          | 何璐怡 |
| Colby Boothman    | 樂園(速龍)員工                      | 梁偉德 |
| 不詳              | 陀螺球觀覽車操作員                  | 梁偉德 |
| 不詳              | 控制組組員(直昇機)                  | 梁偉德 |

| 角色                   | 配音   |
| ---------------------- | ------ |
| 馬世民飛行教練         | 張炳強 |
| 樂園廣播(入場廣播)     | 鄭麗麗 |
| 樂園廣播(緊急疏散)     | 陸惠玲 |
| 列車廣播、急救醫生     | 李致林 |
| -                      | 劉惠雲 |
| 樂園遊客               | 雷碧娜 |
| 樂園遊客               | 袁淑珍 |
| -                      | 黃昕瑜 |
| 暴龍館遊客、研發館廣播 | 魏惠娥 |
| -                      | 胡家豪 |
| -                      | 李錦綸 |
| -                      | 李鎮然 |
| 控制中心廣播(直昇機)   | 關令翹 |
| -                      | 盧國權 |
| -                      | 黃積權 |
| -                      | 凌晞   |
| 陀螺球觀覽車廣播       | 蕭徽勇 |
| -                      | 陳灝瑋 |
| -                      | 雷霆   |
| 第五閘保安             | 張錦江 |
| -                      | 蘇強文 |
| -                      | 李凱傑 |
| -                      | 陳耀楠 |

### 聲級學堂
由無綫電視與大灣區共同家園青年公益基金合辦，於2021年7月28日對外招募16-30歲對配音有興趣的年輕人，在暑假期間為入圍學員進行配音訓練課程，參加者必須為大灣區共同家園青年公益基金YO PLACE會員（會員招募由大灣區共同家園青年公益基金負責）。學員在完成課程後會獲發畢業証書及聲演畢業作品。亦會挑選3名表現傑出者參加無綫配音訓練班。
2021年9月15日舉行畢業禮，台上頒發證書及公佈3名傑出者參加配音訓練班，並宣佈節目於2021年11月20日播映。
- 監察員：余德丞
- 首席導師：黃鳳英
- 客席導師：龍天生、梁偉德、黃啟昌、曹啟謙、翟耀輝、雷霆、潘文柏、李安邦、曾秀清、陸惠玲、何璐怡、張頌欣、梁少霞、林元春、雷碧娜、袁淑珍、劉惠雲、黃昕瑜、凌晞
- 學員[20]：

| 學員編號 | 中文名字 | 年齡 | 職業                   | 最後得分 (滿分為60) |
| -------- | -------- | ---- | ---------------------- | ------------------- |
| 1        | 陳逸桐   | 16   | 學生                   | 35.5                |
| 2        | 鍾玉儀   | 28   | 文員/自由身演員        | 48(第二名)          |
| 3        | 何美芳   | 26   | 補習老師               | 36.5                |
| 4        | 黎卓軒   | 23   | 自由工作者             | 52(第一名)          |
| 5        | 林浩湣   | 21   | 學生                   | 35                  |
| 6        | 林芷瑩   | 28   | 英語老師               | 35                  |
| 7        | 劉偉強   | 30   | 保險經紀               | 33.5                |
| 8        | 劉冠之   | 27   | 自由工作者             | 47.5(第三名)        |
| 9        | 梁詠舜   | 25   | 公關及社交媒體主任     | 28.5                |
| 10       | 麥富棋   | 29   | 法律科技產品經理       | 34                  |
| 11       | 吳狄     | 27   | 自由創作者             | 34                  |
| 12       | 彭嘉麗   | 27   | 金融從業員             | 29.5                |
| 13       | 容小敏   | 30   | 理財策劃               | 30                  |
| 14       | 蕭奕敏   | 18   | 大學生                 | 47                  |
| 15       | 王迦南   | 25   | 病人服務助理           | 33                  |
| 16       | 黃顯博   | 24   | 文員                   | 39.5                |
| 17       | 黃月山   | 26   | 銀行從業員             | 33.5                |
| 18       | 胡麗芬   | 26   | 演員/舞蹈員            | 28                  |
| 19       | 余文熹   | 26   | 市場推廣及商業合作總監 | 35                  |
| 20       | 阮頌揚   | 29   | 演員                   | 31                  |

#### 每集內容
| 集數 | 播映日期 | 內容                              | 客席導師                               |
| 01   | 11月20日 | 決出20強                          | 黃啟昌、翟耀輝、陸惠玲、曾秀清         |
| 01   | 11月20日 | 配音流程簡介                      | 梁少霞、李安邦、張頌欣                 |
| 02   | 11月27日 | 生活聲效                          | 梁少霞、李安邦、張頌欣                 |
| 02   | 11月27日 | 改善懶音速成班 / 旁白、報幕、廣告 | 梁少霞、翟耀輝、劉惠雲                 |
| 02   | 11月27日 | 外語劇                            | 劉惠雲、陸惠玲、潘文柏                 |
| 03   | 12月4日  | 古裝劇                            | 黃啟昌、曹啟謙、何璐怡                 |
| 03   | 12月4日  | 綜藝節目                          | 林元春、雷霆、凌晞                     |
| 04   | 12月18日 | 動畫                              | 雷碧娜、林元春、梁偉德、黃昕瑜         |
| 04   | 12月18日 | 試前預習                          | 袁淑珍、曾秀清、梁偉德、潘文柏         |
| 04   | 12月18日 | 考試(上)                          | 龍天生、袁淑珍、曾秀清、梁偉德、潘文柏 |
| 05   | 12月25日 | 考試(下)                          | 龍天生、袁淑珍、曾秀清、梁偉德、潘文柏 |

### 第二屆畢業作品《蜘蛛俠：不戰無歸》
好聲好戲的第二屆畢業生聯同無綫電視粵語配音組一起為漫威電影宇宙系列電影《蜘蛛俠：不戰無歸》進行粵語配音，作為畢業作品，於2022年10月15日晚上8時30分至11時45分於翡翠台播映。導配為黃鳳英和龍天生。

#### 畢業生
12位參賽者及主持阮兆祥分別聲演了以下角色： 
| 演員              | 角色                                                                      | 配音   |
| ----------------- | ------------------------------------------------------------------------- | ------ |
| 贊達亞            | 美雪·瓊斯（MJ） 彼得的女友                                                | 李佳芯 |
| 班奈狄克·康柏拜區 | 史蒂芬·史傳奇（奇異博士） 前至尊魔法師，彼得的戰友                        | 袁文傑 |
| 雅各布·貝塔隆     | 尼特 彼得的好朋友                                                         | 陸浩明 |
| 傑米·福克斯       | 麥斯·迪倫（電魔） 來自第二代蜘蛛俠世界的敵人                              | 黃智賢 |
| 黃凱旋            | 王 至尊魔法師，史傳奇的夥伴                                               | 阮兆祥 |
| 瑪麗莎·托梅       | 梅·柏加 彼得的嬸嬸                                                        | 樊亦敏 |
| 安德魯·加菲爾德   | 彼得·柏加（第二代蜘蛛俠） 來自另一個宇宙的彼得·柏加，以「彼得三號」來分辨 | 袁偉豪 |
| 不詳              | 新聞女主播                                                                | 蘇韻姿 |
| 不詳              | 路人肥妹                                                                  | 姜麗文 |
| 安格瑞·萊絲       | 比蒂 尼特的前女友                                                         | 吳幸美 |
| 漢尼拔·布瑞斯     | 韋信教練                                                                  | 黃嘉樂 |
|                   | 新聞報導員                                                                | 黃嘉樂 |
| J·B·史慕福        | 杜爾 彼得的高中老師                                                       | 戴耀明 |
| 馬丁·斯塔爾       | 夏靈頓 彼得的高中老師                                                     | 黃俊豪 |

#### 配音組
| 演員             | 角色                                                                                             | 配音   |
| ---------------- | ------------------------------------------------------------------------------------------------ | ------ |
| 湯·賀蘭          | 彼得·柏加（蜘蛛俠） 居住在紐約的高中生，MJ的男友，尼特的好友。復仇者聯盟的成員跟奇異博士的戰友。 | 李凱傑 |
| 杜比·麥奎爾      | 彼得·柏加（第一代蜘蛛俠） 來自另一個宇宙的彼得·柏加，以「彼得二號」來分辨                        | 蘇強文 |
| 強·法夫洛        | 慶愉·浩根 史達工業保安部的負責人                                                                 | 翟耀輝 |
| 威廉·達佛        | 諾文·奧斯本（綠魔） 來自第一代蜘蛛俠世界的敵人                                                   | 盧國權 |
| 艾佛烈·蒙利納    | 岳圖（八爪魚博士） 來自第一代蜘蛛俠世界的敵人                                                    | 黃啟昌 |
| 瑞斯·伊凡斯      | 寇蒂斯‧康納斯（蜥蜴人） 來自第二代蜘蛛俠世界的敵人                                               | 潘文柏 |
| 托馬斯·哈登·丘奇 | 費連‧馬高（沙人） 來自第一代蜘蛛俠世界的敵人                                                     | 蕭徽勇 |
| J·K·西蒙斯       | 莊納·詹美遜 紐約《號角日報》記者                                                                 | 林國雄 |
| 東尼·雷佛羅里    | 飛俠 彼得的同學                                                                                  | 李致林 |
| Arian Moayed     | 損害控制部探員                                                                                   | 曹啟謙 |
| 查理·覺士        | 麥特·梅鐸（夜魔俠） 彼得的律師                                                                   | 李鎮然 |
| 不詳             | 學校保安                                                                                         | 張頌欣 |
| Paula Newsome    | 麻省理工助理副校長                                                                               | 陸惠玲 |
| 不詳             | 車內女孩                                                                                         | 陳皓宜 |
| 不詳             | 車內男孩                                                                                         | 凌晞   |
| 伊莉莎伯·奧遜    | 溫黛（緋紅女巫）                                                                                 | 梁少霞 |

| 角色                 | 配音   |
| -------------------- | ------ |
| 昆丁·貝克（神秘客）  | 陳卓智 |
| 伊迪絲               | 詹健兒 |
| Foster               | 張錦江 |
| 布艾迪（毒魔）       | 陳欣   |
| 卡爾·莫度            | 雷霆   |
| 神秘客支持者         | 黃積權 |
| -                    | 胡家豪 |
| -                    | 鍾見麟 |
| -                    | 李安邦 |
| -                    | 陳灝瑋 |
| -                    | 鄧志堅 |
| -                    | 李錦綸 |
| 蜘蛛俠制服內系統聲音 | 梁偉德 |
| -                    | 黃子敬 |
| -                    | 劉奕希 |
| -                    | 關令翹 |
| -                    | 何璐怡 |
| -                    | 陳耀楠 |
| 新聞報導記者         | 葉振聲 |
| 彼得的房東           | 招世亮 |
| -                    | 劉惠雲 |
| 尼特嫲嫲             | 黃鳳英 |

## 獎項

### 萬千星輝頒獎典禮2021
| 獎項             | 單位           | 結果     |
| ---------------- | -------------- | -------- |
| 最佳綜藝節目     | 《好聲好戲》   | 最後五強 |
| 最受歡迎電視拍檔 | 阮兆祥、賴慰玲 | 最後五強 |